# Elaphrium morelensis
Elaphrium morelensis là một loài thực vật có hoa trong họ Burseraceae. Loài này được (Ramirez) Rose mô tả khoa học đầu tiên năm 1911.